# 구두동물
구두동물(鉤頭動物)은 구두동물문에 속하는 무척추동물들이다. 포유류·조류·어류 등의 창자 안에서 기생한다. 입술 표면에 갈고리가 늘어서 있어 구두충(鉤頭蟲)이라고 하였다. 구두충·개구두충·돼지구두충 등이 이에 속한다.

## 특징
전 세계에 1,300여 종이 알려져 있으며, 주둥이에 갈고리 모양의 가시가 여러 줄로 나있다. 구두동물은 이 주둥이로 숙주의 창자에 몸을 붙인다. 몸길이는 2mm가 채 안 되는 종에서 1m가 넘는 종까지 매우 다양하며, 일반적으로 암컷이 수컷보다 크다. 몸은 납작하며, 표면에는 몸을 가로지르는 주름이 많아 마치 체절로 이루어진 것처럼 보인다. 기생생활을 하기 때문에 소화계·호흡계·순환계가 없으며, 생식기가 매우 복잡하다. 구두충은 생식기가 몸의 대부분을 차지하며, 교미에 의하여 체강 안에서 수정한다. 알은 산란 전에 발생을 시작하여 세 쌍의 갈고리를 가진 유충이 되며, 이들은 껍질에 싸인 채 그대로 숙주의 배설물과 함께 밖으로 나온다. 그 후 갑각류나 곤충류의 중간 숙주에게 먹혀 부화하며 숙주의 체강 안에서 포낭을 만든다. 중간 숙주가 마지막 숙주에게 잡아먹히면 그 창자 속에서 자라 성체로 된다. 구두충은 가시가 난 주둥이로 숙주의 창자벽을 뚫고 들어가면서 숙주에게 상처를 입힌다. 드물기는 하지만 구두동물에 의해 창자벽에 구멍이 뚫리면 매우 심한 통증을 느끼게 된다.

## 분포
전 세계에 분포하는데, 한국에는 아직까지 구두동물이 보고된 바 없다. 간혹 다른 종류에 기생하던 종이 우연히 사람에게 옮겨가는 경우가 있기는 하지만, 사람을 숙주로 삼는 종은 없다.

## 같이 보기
- 조충류
- 이생흡충류
- 단생강